# ليو ولز
ليو ولز (بالإنجليزية: Leo Wells)‏ هو لاعب كرة قاعدة أمريكي، ولد في 18 يوليو 1917 في كانساس سيتي في الولايات المتحدة، وتوفي في 27 يوليو 2006 في سانت بول في الولايات المتحدة.